# Kōgyo Tsukioka
Kōgyo Tsukioka (月岡耕漁, Tsukioka Kōgyo), (18 d'abril de 1869 - 25 de febrer de 1927) va ser un artista japonès de l'era Meiji, es va especialitzar en tècniques de gravat i pintura.
Al llarg de la seva vida, va produir més de 500 gravats diferents. Els temes van ser molt centrats en l'expressió artística tradicional al Japó, sobretot en les escenes de teatre Noh, una pràctica teatral que va sorgir al segle VIII sobre la base dels conceptes que uneixen el cant, el ball i la interpretació.

## Biografia

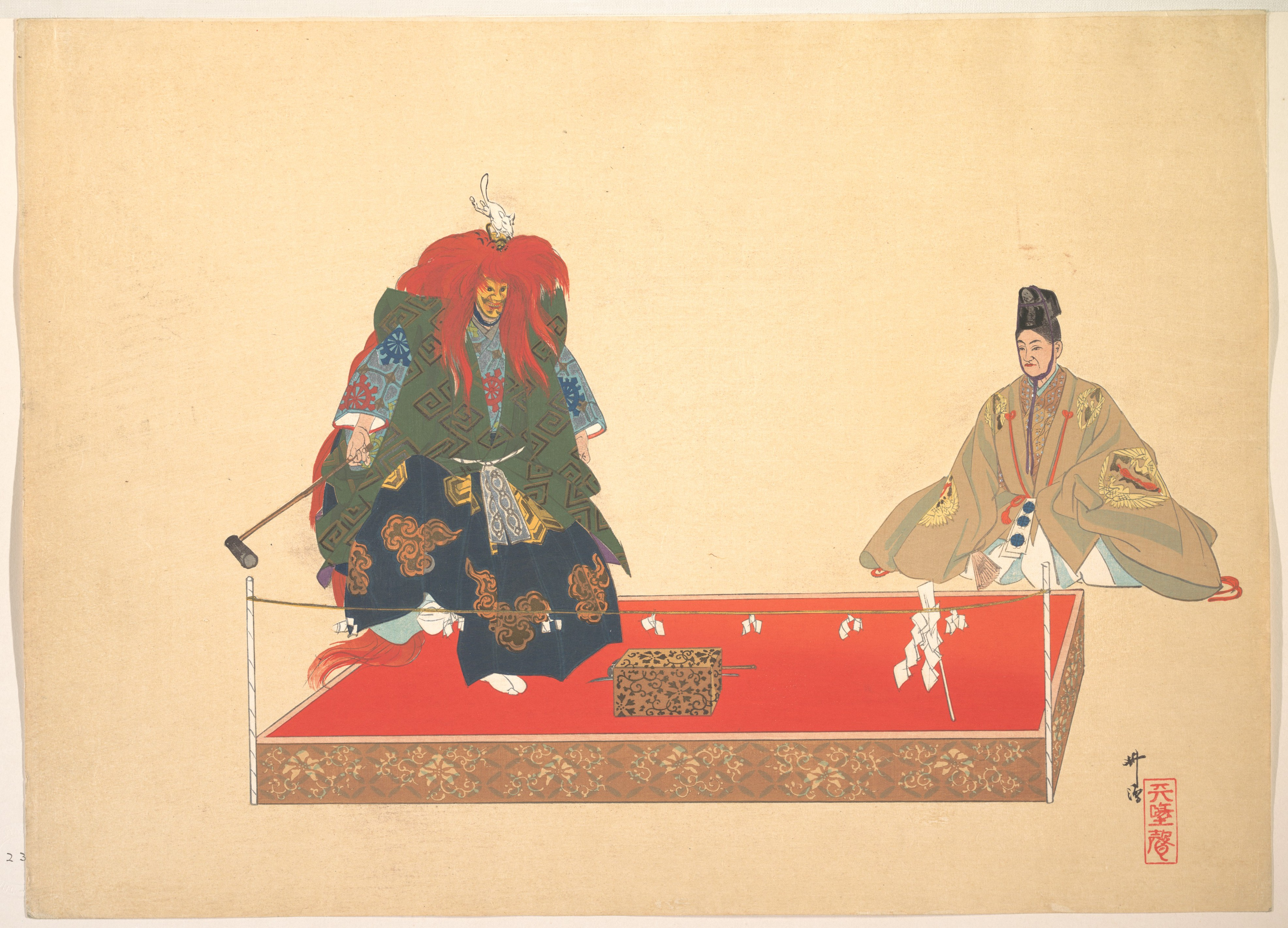
Escena del Teatre Noh", c. 1910.

Kogyo, nascut com Hanyu Sadanosuke, l'any 1869 al districte de Nihonbashi a Tòquio, fill d'una ex geisha de nom Sakamaki Taiko. Va començar la seva pràctica artística als quinze anys, sota la tutela de Yoshitoshi Tsukioka, un gran mestre del ukiyo-e, amb el qual la seva mare va arribar a casar-se. Per ésser adoptat per Yoshitoshi, Kogyo va canviar el seu cognom a Tsukioka, el mateix que el seu pare adoptiu. Encara que Yoshitoshi no estava tan centrat en els temes de teatre japonès, l'interès de Kogyo per les escenes de teatre Noh, probablement va ser despertat a causa de Yoshitoshi, que era un gran entusiasta de l'art.
Després de la mort de Yoshitoshi, el 1892, Kōgyo va continuar els seus estudis amb Matsumoto Fuko, un pintor especialitzat en paisatges simples i en escenes històriques; posteriorment, va estudiar amb el pintor i xilografista Ogata Gekko, que es va convertir en el seu mestre. Després de la tradició japonesa de nomenar els alumnes, Gekko el va nomenar Kogyo. Les seves obres, durant la dècada de 1890, va signarles amb el cognom de soltera de la seva mare, Sakamaki. Quan Kogyo Tsukioka es fa càrrec de l'escola, ell passa de Sakamaki Kogyo (坂巻耕漁) a signar com Tsukioka Kogyo (月岡耕漁).
Al 1908, Kogyo va tenir una filla, de nom Fumiko, que va venir a ser posteriorment coneguda com a Tsukioka Gyokusei. També es va convertir en gravadora, amb la publicació d'escenes de teatre Noh sota l'edició de Shozaburo Watanabe, i va estudiar yamato-e amb el mestre Matsuoka Eikyu.
Al 1927, Kogyo va morir, i Gyokusei va passar a dirigir l'escola de gravat del seu pare.